# Deltaprogramma

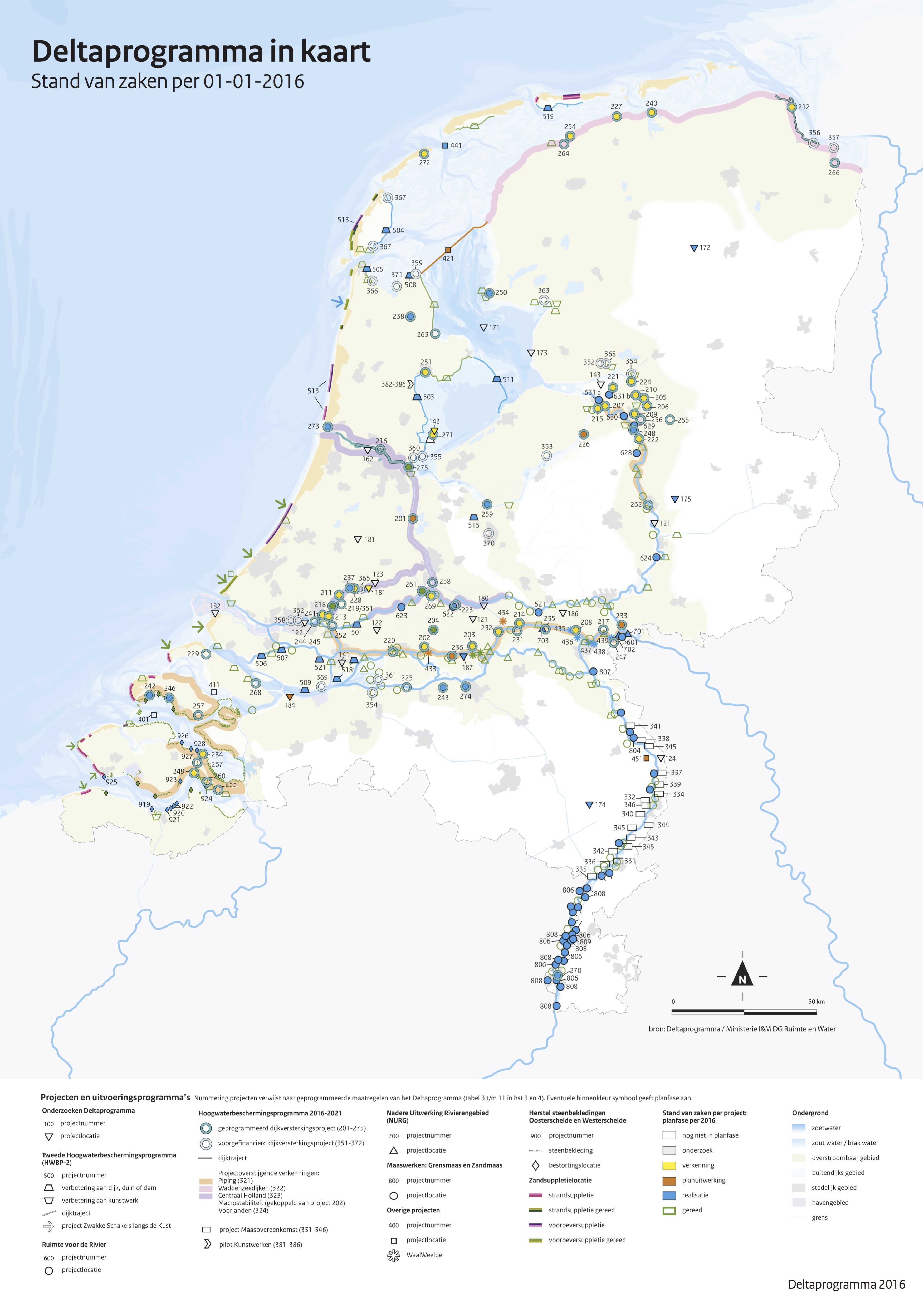
Kaart Deltaprogramma 2016

Het Deltaprogramma is een programma van de Nederlandse overheid om het land te beschermen tegen overstromingen als gevolg van de klimaatverandering en te zorgen voor voldoende zoet water. Het is een belangrijk onderdeel van waterbeheer in Nederland.
In 2007 werd de Deltacommissie nieuwe stijl ingesteld. Dit leidde tot een advies in 2008 voor uitgebreide maatregelen en tot een wettelijke verankering. In de hieruit voortvloeiende Deltawet waterveiligheid en zoetwatervoorziening van 2011 werd vastgelegd dat er ieder jaar een Deltaprogramma moet komen. Dit wordt opgesteld door de deltacommissaris en op Prinsjesdag aan de Tweede Kamer aangeboden. Voor het programma is jaarlijks 1,2 miljard euro beschikbaar uit het hiervoor ingestelde Deltafonds.

## Geschiedenis
De Watersnood van 1953 heeft tot grote veranderingen geleid in het Nederlandse beleid ten aanzien van overstromingsrisico’s. Zo werden er, door de toenmalige Deltacommissie, wetenschappelijke methoden geïntroduceerd, werd een kosten-batenanalyse opgesteld en kwamen er nieuwe veiligheidsnormen. Deze methoden en technieken bestonden al voor de ramp, maar na de ramp kwam er draagvlak om deze te introduceren als nieuwe beleidsinstrumenten. De ramp van 1953 was de drijvende kracht achter de Deltawerken, voorbereid door de Deltacommissie.
Na de hoogwaters van 1993 en 1995, Overstroming van de Maas (1993) en Evacuatie van het Rivierenland, waar 250.000 inwoners werden geëvacueerd, was het tijd voor een nieuw soort beleid. Door de hoge afvoeren moesten de hydraulische randvoorwaarden (waterstanden, golven) naar boven worden bijgesteld. Om aan deze voorwaarden te voldoen werd gekozen voor rivierverruiming in plaats van dijkverhoging. Dit transformeerde later in Ruimte voor de rivier, met als doel het verlagen van de maatgevende waterstand. 

## Deltaprogramma 2011
Op 21 september 2010 (Prinsjesdag) werd voor de eerste keer het "Deltaprogramma" gepresenteerd.

Het "Deltaplan nieuwe stijl" bevatte een aantal maatregelen en lopende projecten die op de korte termijn uitvoerbaar waren, zoals dijkversterkingen, Ruimte voor de rivier, de Maaswerken en het project Zwakke schakels.

### Zwakke schakels
De Nederlandse kust vertoont een aantal zwakke plekken die bij een stijging van de zeespiegel verstevigd moeten worden om het achterliggende land veilig te stellen. De smalle rij duinen bij Callantsoog is een van die zwakke plekken. Een versterking aan de kant van de zee vereist veel onderhoud en aan de andere kant staat bebouwing. Een andere zwakke plek is de aansluiting van de Hondsbossche Zeewering op de aangrenzende duinen. Deze problemen worden opgelost door dijken te verhogen en te verzwaren. Ook wordt het versterken en de nieuwvorming van beschermende duinen gestimuleerd, bijvoorbeeld door het opspuiten van zand voor de kust in de vorm van een zogenoemde zandmotor.

## Deltaprogramma 2015
Door de deltacommissaris zijn in 2014 vijf voorstellen voor deltabeslissingen uitgebracht. Deze vijf voorstellen gaan over de veiligheid van de belangrijkste dijken en andere waterkeringen, over de beschikbaarheid en verdeling van zoetwater, over het peil van het IJsselmeer, de wijze waarop het Rijnmond- en Drechtstedengebied veilig kan blijven, en over de manier waarop bij nieuwbouwwijken het beste rekening kan worden gehouden met water.
De deltabeslissingen zijn opgenomen in het Deltaprogramma 2015 en in 2014 met de Tweede Kamer besproken en vastgelegd in het Nationaal Waterplan. Het Deltaprogramma 2016 richt zich op de implementatie van deze deltabeslissingen.

## Deltaprogramma 2017
In juli 2016 is het wetsvoorstel Nieuwe normeringen primaire waterkeringen door de Tweede Kamer aangenomen. De nieuwe Waterwet ging in januari 2017 in en zorgde voor nieuwe veiligheidsnormen, de oude normen kwamen namelijk uit de jaren 60 en sindsdien is er veel meer kennis over waterveiligheid. Bijvoorbeeld dat water niet alleen over de dijk kan stromen, maar ook onder een dijk door.